# Pęd ku zagładzie
Pęd ku zagładzie (lub Porwany express; tytuł oryg. Hijack, tytuły alternat. The Last Siege, Hi − Jack) – amerykański film fabularny (thriller akcji) z 1999 roku. W Polsce wydany na rynku DVD nakładem Jawi oraz wyemitowany przez stację telewizyjną Tele 5.

## Obsada
- Jeff Fahey − Eddie Lyman
- Ernie Hudson − senator Douglas Wilson
- Brent Huff − David Anderson
- Beth Toussaint − Valerie Miller
- Patrick Kilpatrick − Carl Howard
- Robert Miano − John Gathers